# Rue de Chanaleilles
Pour les articles homonymes, voir Chanaleilles.
La rue de Chanaleilles est une voie du 7e arrondissement de Paris, en France.

## Situation et accès
La rue de Chanaleilles est une voie publique située dans le 7e arrondissement de Paris. Longue de 117 m, elle débute au 24, rue Vaneau et se termine au 17, rue Barbet-de-Jouy. Elle est en sens unique dans le sens ouest-est.
Le quartier est desservi par la ligne 13 à la station Saint-François-Xavier.

## Origine du nom

Armoiries de la famille de Chanaleilles.

Elle porte le nom du marquis Sosthène de Chanaleilles (1808-1893), lieutenant-colonel de l'Armée d'Afrique.

## Historique
La voie est ouverte en 1844.

## Bâtiments remarquables et lieux de mémoire

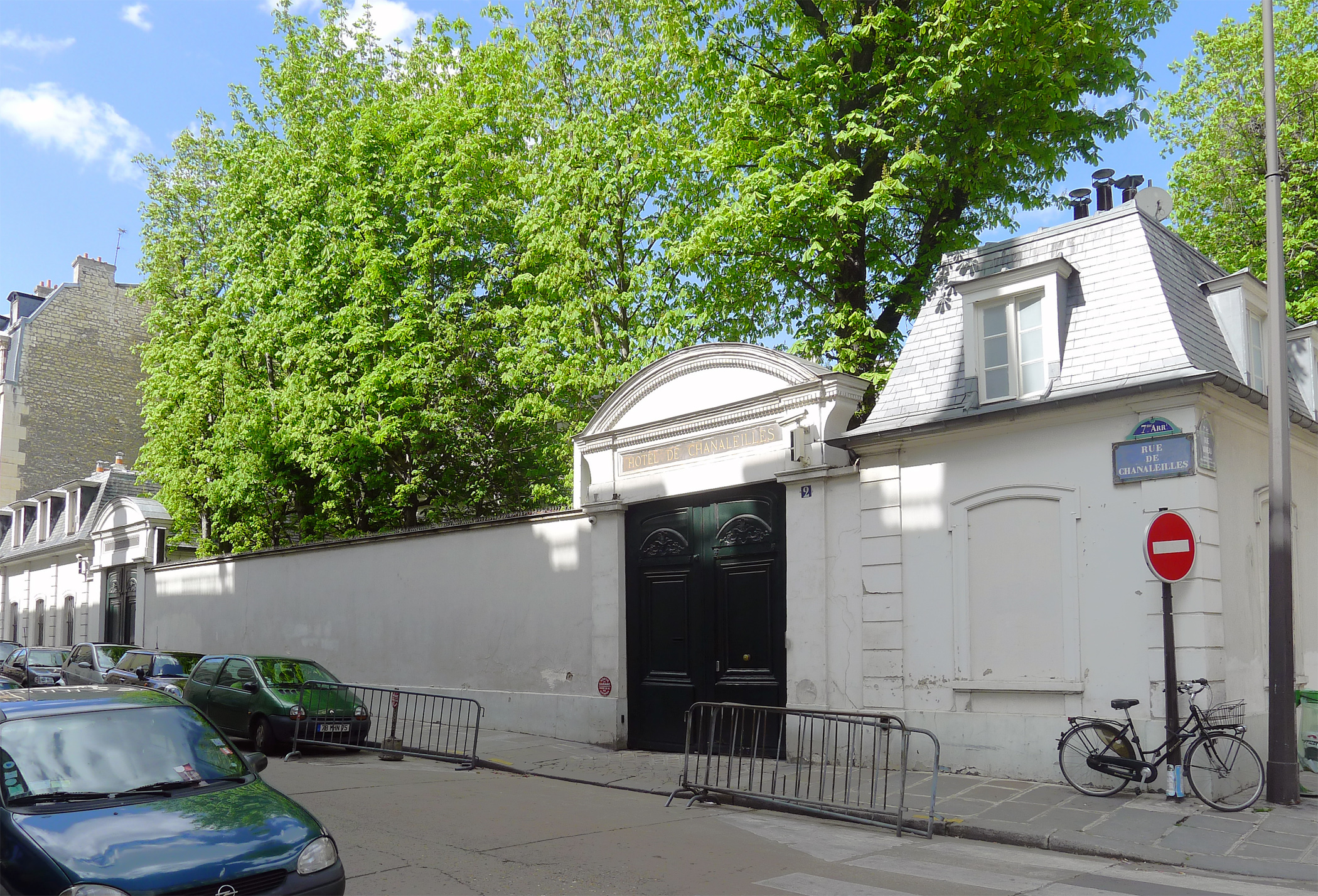
No 2 : hôtel de Chanaleilles.

- No 2 : l'hôtel de Chanaleilles, construction basse et allongée dont les jardins s'étendaient autrefois jusqu'à la rue de Babylone, a été bâti au XVIIIe siècle (extrême fin du règne de Louis XVI) mais ses dispositions et sa décoration intérieures ont été très remaniées par la suite. L'aile moderne sur les jardins a été édifiée dans les années 1960 pour l'armateur Stavros Niarchos, qui devint propriétaire de l'hôtel et le fit restaurer. La salle de bains circulaire en sous-sol aménagée (après 1799) pour Mme Tallien est l'une des plus anciennes de Paris[1]. Sosthène de Chanaleilles y habitait avec ses parents lors de son baptême en 1844. Les façades et toitures, sauf l'aile moderne sur les jardins, les boiseries anciennes et les stucs de la galerie, les parquets en bois des îles et le jardin ont été inscrits à l'inventaire supplémentaire des monuments historiques par arrêté du 17 août 1945[2].

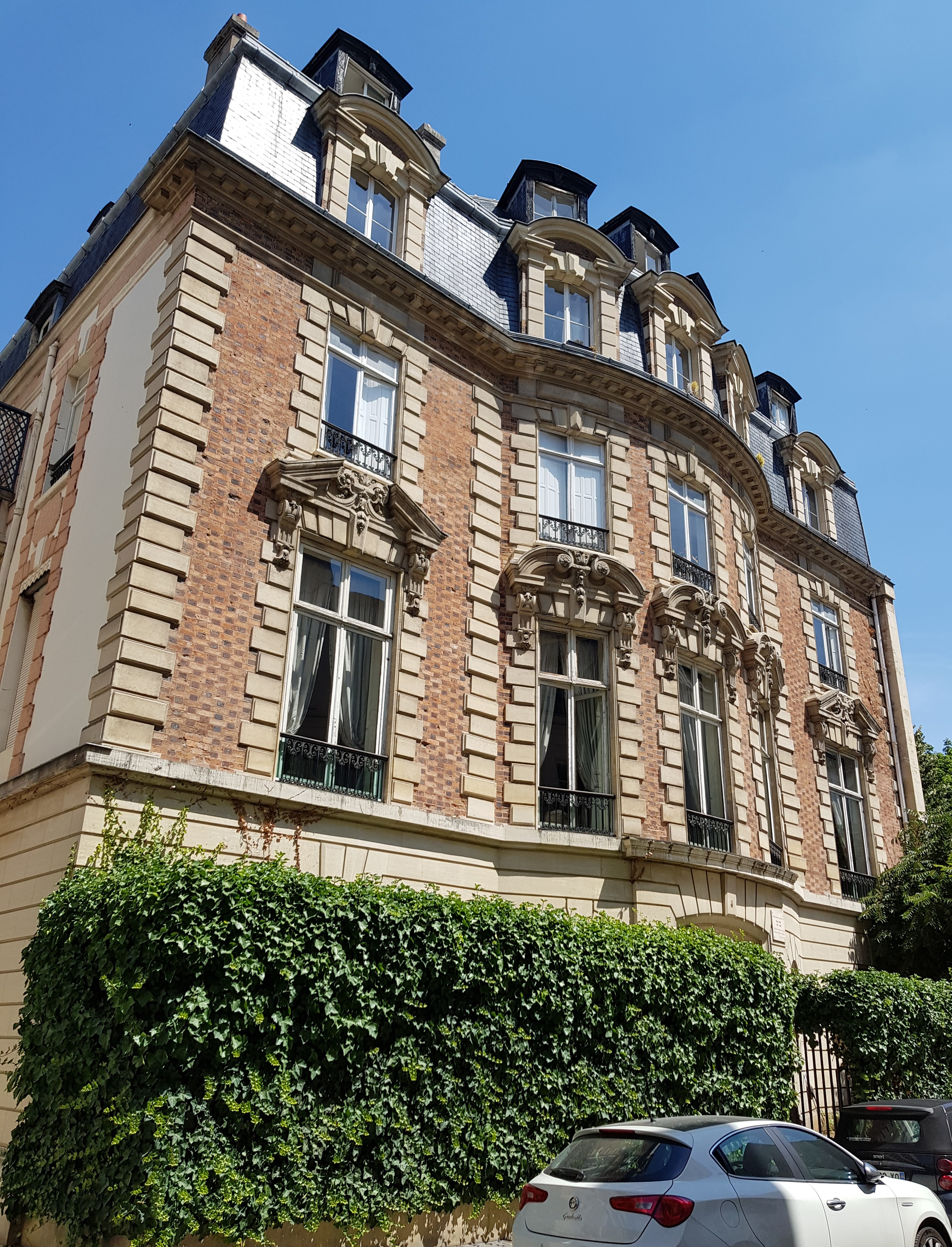
No 4 : hôtel de Mortemart.

- No 4 : hôtel de Mortemart ou de Tocqueville, de style néo-Louis XIII, construit en 1863 par l'architecte Henri Parent[3]. Certains habitants ont laissé une trace dans la presse de leur temps, telles la vicomtesse de Mortemart[4] (1877) et la comtesse de Tocqueville (1930), cette dernière y organisant des réunions de groupe pour les Dames royalistes et d’Action française[5]. Pendant la Première Guerre mondiale, on y trouve la Mission militaire franco-polonaise[6]. En 1932, le bâtiment est mentionné dans la presse sous le nom d’hôtel de Puységur[7]. En 1978, les propriétaires sont autorisés à diviser le bâtiment et une construction annexe en appartements et à créer cinq niveaux en sous-sol à usage de parkings ; à l’occasion de ces travaux, le grand escalier intérieur d’origine est démoli[8]. L’écrivain Albert Camus y habita en 1954[9]. Le poète René Char y vécut de 1954 à 1978[10]. L’ethnologue Robert Jaulin (1928-1996) y a également également habité. À son départ pour l’Amérique du Sud, dans les années 1970, il cède son appartement au poète paragayen Rubén Bareiro Saguier (1930-2014), situé « dans une partie qui était autrefois les lieux communs de l’hôtel particulier d’Alexis de Tocqueville, historien et homme politique du XIXe siècle ». Au bas des escaliers, Rubén Bareiro Saguier a l’habitude d’échanger quelques mots avec le poète René Char, « un voisin du premier étage ». L’appartement qu’il occupe, au troisième étage, a été celui de l’écrivain Antoine de Saint-Exupéry. Albert Camus, quant à lui, résidait au deuxième étage[11].
- No 5 : demeure de la romancière Émilie Devars, alias Émilie de Vars, collaboratrice et amie de l'abbé Michon, l'un des fondateurs de la graphologie[12].
- No 9 : maison-atelier construite en 1842 par l’architecte Pierre-Charles Dusillion (1804-1878) pour lui-même[13]. Le bâtiment d'une superficie de 700 m2 et doté d'un jardin de 70 m2 est acheté en 2023 par Hamad ben Jassem Al Thani pour 23,5 millions d'euros[14]. Ses propriétaires précédents ont été l’homme d’affaires français Patrick Maugein (1947-2006) puis l’industriel britannique James Dyson[15].
- No 11 : bâtiment construit en 1847 par l’architecte Pierre-Charles Dusillion[13].